# (64) Angelina
Angelina és l'asteroide núm. 64 de la sèrie. Fou descobert a Marsella el 4 de març del 1861 per Ernst Wilhelm Leberecht Tempel (1821-1889).
Va ésser el primer dels cinc asteroides que va descobrir. Angelina és un asteroide de mida mitjana, del tipus classe espectral E, que pertany al cinturó principal (és el tercer més gran del tipus E, després de (44) Nysa i (55) Pandora, i té un Període orbital de 4,39 anys i un diàmetre de 85 - 190 quilòmetres.
 Forma part dels asteroides Hungaria, una de les famílies d'asteroides.